# Nan Huai-Chin
Nan Huai-Chin (chino simplificado: 南怀瑾, chino tradicional: 南怀瑾, pinyin: NaN Huáijǐn; 3 de marzo de 1918-Suzhou, China; 29 de septiembre de 2012) fue un maestro espiritual de la China contemporánea. 
Fue estudiante del renombrado maestro budista laico Chán Yuan Huan-Xian (袁 焕 仙; 1887-1966), y recibió la confirmación de su iluminación por varios maestros de las tradiciones budistas. Fue considerado por muchos como una fuerza importante en el renacimiento del budismo chino. Mientras Nan fue considerado por muchos en China como uno de los más influyentes maestros budistas laicos, fue poco conocido fuera de la Sinosfera. Nan murió a la edad de 95 años.

## Libros en Inglés
Esta es una lista de las traducciones de los libros de Nan Huaijin. La gran mayoría de los libros escritos por Nan no ha sido traducido al idioma inglés del chino original.
- 1984 Tao & Longevity: Mind-Body Transformation, Paperback. 1984 ISBN 0-87728-542-X
- 1993 Working Toward Enlightenment: The Cultivation of Practice, Paperback. 1993 ISBN 0-87728-776-7
- 1994 To Realize Enlightenment: Practice of the Cultivation Path, Paperback. 1994 ISBN 0-87728-802-X
- 1995 The Story of Chinese Zen, Paperback. 1995 ISBN 0-8048-3050-9
- 1997 Basic Buddhism: Exploring Buddhism and Zen, Paperback. 1997 ISBN 1-57863-020-7
- 2004 Diamond Sutra Explained, Paperback. 2004 ISBN 0-9716561-2-6

## Otras lecturas
- Margaret Yuan & Janis Walker, Tr: Grass Mountain: A Seven Day Intensive in Ch'an Training with Master Nan Huai Chin (1986, York Beach, ME, Samuel Weiser) OP
- Master Nan, Book Review: J. L. Walker, Parabola, Vol. 25, No. 2, Summer 2000 pp. 106–110: The Story of Chinese Zen (Thomas Cleary, Tr.; 1995).
- Master Nan, poetry, article: J. L. Walker, Parabola, Vol. XXII, No. 1, Spring 1997, pp. 65–70: Wordgates: Knowing as a Gateway to Spiritual Experience

- Datos: Q6962219
- Multimedia: Nan Huai-Chin / Q6962219